# Drouvin-le-Marais
Drouvin-le-Marais è un comune francese di 548 abitanti situato nel dipartimento del Passo di Calais nella regione dell'Alta Francia.

## Società

### Evoluzione demografica
Abitanti censiti